# Herminia aestivalis
Herminia aestivalis là một loài bướm đêm trong họ Noctuidae.